# Ariamnes russulus
Ariamnes russulus är en spindelart som beskrevs av Simon 1903. Ariamnes russulus ingår i släktet Ariamnes och familjen klotspindlar.
Artens utbredningsområde är Ekvatorialguinea. Inga underarter finns listade i Catalogue of Life.